# Terra Cognita
Terra Cognita è un videogioco sparatutto a scorrimento verticale pubblicato nel tardo 1986 per Amstrad CPC, Commodore 64, Commodore 16 e ZX Spectrum dalla Codemasters, in edizione economica. Si pilota un'astronave in fuga sulla superficie del pianeta Krion, ricoperto da difese robotiche. La versione Spectrum è anche presentata a video con il sottotitolo The Hollow Moon ("la luna cava"). Le confezioni originali Amstrad e Spectrum lo indicano come un seguito di Nonterraqueous (1985), sebbene i due titoli, entrambi sviluppati da Stephen N. Curtis, abbiano poco in comune.

## Modalità di gioco
La visuale è dall'alto, con scorrimento verticale continuo verso l'alto. I controlli sono limitati allo spostamento in tutte le direzioni dell'astronave, sempre rivolta verso l'alto, e allo sparo con un raggio laser. Lo scenario è un unico percorso continuo, lungo come circa 100 schermi, dove l'obiettivo è arrivare alla fine. Il terreno arido è in buona parte ricoperto da oggetti artificiali indistruttibili di forma rettangolare, con diverse funzioni a seconda del loro aspetto, disposti su una griglia ideale di caselle. Molti dei rettangoli sono campi di forza, ovvero ostacoli che spesso compongono pareti e corridoi tortuosi, e che l'astronave deve evitare, altrimenti si schianta e perde una vita. Si incontrano vari tipi di robot volanti, letali in caso di scontro, eliminabili con il laser.
Altri tipi di rettangoli rappresentano power-up, anche negativi, che si ottengono sorvolandoli. L'astronave ha una riserva limitata di carburante che si può ricaricare con i rettangoli "F", altrimenti in caso di esaurimento si perde una vita. Passando sui "+" o i "-" si aumenta o diminuisce temporaneamente la velocità di avanzamento; la diminuzione può a volte essere vitale per riuscire ad attraversare passaggi tortuosi. Altre caselle conferiscono bonus di punteggio, vite extra o invincibilità temporanea contro i robot. Ci sono infine i pericolosi time shift, teletrasporti che riportano l'astronave all'inizio di tutto il percorso.